# Spanyolország az 1972. évi nyári olimpiai játékokon
Spanyolország az NSZK-beli Münchenben megrendezett 1972. évi nyári olimpiai játékok egyik részt vevő nemzete volt. Az országot az olimpián 17 sportágban 123 sportoló képviselte, akik összesen 1 érmet szereztek.

## Érmesek
| Érem  | Versenyző         | Sportág   | Versenyszám |
| ----- | ----------------- | --------- | ----------- |
| Bronz | Enrique Rodríguez | Ökölvívás | Papírsúly   |

## Atlétika
Férfi
| Versenyző                                                      | Versenyszám     | Előfutam      | Előfutam      | Előfutam      | Negyeddöntő | Negyeddöntő | Negyeddöntő | Elődöntő | Elődöntő | Elődöntő | Döntő         | Döntő         |
| Versenyző                                                      | Versenyszám     | Idő           | Hely.         | Össz.         | Idő         | Hely.       | Össz.       | Idő      | Hely.    | Össz.    | Idő           | Helyezés      |
| -------------------------------------------------------------- | --------------- | ------------- | ------------- | ------------- | ----------- | ----------- | ----------- | -------- | -------- | -------- | ------------- | ------------- |
| Francisco García                                               | 200 m           | 20,89         | 2.            | 10.           | 20,77       | 5.          | 15.         | kiesett  | kiesett  | kiesett  | kiesett       | kiesett       |
| Antonio Fernández                                              | 800 m           | kizárták      | kizárták      | kizárták      |             |             |             | kiesett  | kiesett  | kiesett  | kiesett       | kiesett       |
| Manuel Gayoso                                                  | 800 m           | 1:47,52       | 3.            | 10.           |             |             |             | 1:47,73  | 5.       | 5.       | kiesett       | kiesett       |
| Javier Álvarez                                                 | 5000 m          | 13:36,6       | 4.            | 7.            |             |             |             |          |          |          | 13:41,83      | 10.           |
| Javier Álvarez                                                 | 10 000 m        | 28:08,58      | 3.            | 7.            |             |             |             |          |          |          | 28:56,38      | 12.           |
| Mariano Haro                                                   | 10 000 m        | 27:55,89      | 2.            | 4.            |             |             |             |          |          |          | 27:48,14      | 4.            |
| Mariano Haro                                                   | 5000 m          | 13:36,4       | 3.            | 6.            |             |             |             |          |          |          | nem ért célba | nem ért célba |
| Manuel Soriano                                                 | 400 m gát       | 50,88         | 5.            | 20.           |             |             |             | kiesett  | kiesett  | kiesett  | kiesett       | kiesett       |
| Agustín Fernández                                              | Maraton         |               |               |               |             |             |             |          |          |          | 2:27:14       | 39.           |
| Carlos Pérez                                                   | Maraton         |               |               |               |             |             |             |          |          |          | 2:33:22       | 50.           |
| José Luis Sánchez Manuel Carballo Francisco García Luis Sarría | 4 × 100 m váltó | nem ért célba | nem ért célba | nem ért célba |             |             |             | kiesett  | kiesett  | kiesett  | kiesett       | kiesett       |

## Cselgáncs
| Versenyző      | Versenyszám | Csoport | 1. forduló                   | 2. forduló            | 3. forduló        | 4. forduló        | Vigaszág 1. forduló | Vigaszág 2. forduló | Vigaszág 3. forduló | Elődöntő          | Döntő             | Helyezés |
| Versenyző      | Versenyszám | Csoport | Ellenfél Eredmény            | Ellenfél Eredmény     | Ellenfél Eredmény | Ellenfél Eredmény | Ellenfél Eredmény   | Ellenfél Eredmény   | Ellenfél Eredmény   | Ellenfél Eredmény | Ellenfél Eredmény | Helyezés |
| -------------- | ----------- | ------- | ---------------------------- | --------------------- | ----------------- | ----------------- | ------------------- | ------------------- | ------------------- | ----------------- | ----------------- | -------- |
| Santiago Ojeda | Nehézsúly   | B       | erőnyerő                     | Klaus Glahn (FRG) · V | kiesett           | kiesett           |                     |                     |                     |                   |                   | 11.      |
| Santiago Ojeda | Nyílt       | B       | Sinomaki Maszatosi (JPN) · V | kiesett               | kiesett           | kiesett           |                     |                     |                     |                   |                   | 19.      |

## Gyeplabda
| Spanyol férfi gyeplabdacsapat-játékoskeret                                                                                        | Spanyol férfi gyeplabdacsapat-játékoskeret |
| --- | --- |
| - José Alustiza - Francisco Amat - Jaime Amat - Juan Amat - Jaime Arbós - Juan Arbós - José Borrell - Jorge Camiña - Luis Carrera | - Agustín Churruca - Francisco Fábregas - Jorge Fábregas - Antonio Nogués - José Sallés - Francisco Segura - Luis Antonio Twose - Juan Quintana - Ramón Quintana |

### Eredmények
Csoportkör
A csoport
| Csapat              | M | Gy | D | V | G+ | G– | Gk  | P  |
| ------------------- | - | -- | - | - | -- | -- | --- | -- |
| NSZK (FRG)          | 7 | 6  | 1 | 0 | 17 | 5  | +12 | 13 |
| Pakisztán (PAK)     | 7 | 5  | 1 | 1 | 17 | 6  | +11 | 11 |
| Malajzia (MAS)      | 7 | 4  | 1 | 2 | 9  | 7  | +2  | 9  |
| Spanyolország (ESP) | 7 | 2  | 4 | 1 | 9  | 8  | +1  | 8  |
| Belgium (BEL)       | 7 | 2  | 1 | 4 | 8  | 14 | –6  | 5  |
| Franciaország (FRA) | 7 | 2  | 0 | 5 | 6  | 13 | –7  | 4  |
| Argentína (ARG)     | 7 | 0  | 3 | 4 | 4  | 9  | –5  | 3  |
| Uganda (UGA)        | 7 | 0  | 3 | 4 | 6  | 14 | –8  | 3  |

| 1972. augusztus 27. | Spanyolország (ESP) | 1 – 1   | Argentína (ARG) |  |
| 1972. augusztus 27. | Juan Amat           | (0 – 1) | Quaquarini      |  |

| 1972. augusztus 28. | Pakisztán (PAK) | 1 – 1   | Spanyolország (ESP) |  |
| 1972. augusztus 28. | Zaman           | (1 – 1) | J. Fábregas         |  |

| 1972. augusztus 29. | Spanyolország (ESP) | 0 – 0 | Malajzia (MAS) |  |
| 1972. augusztus 29. | (0 – 0)             |       |                |  |

| 1972. augusztus 31. | Spanyolország (ESP) | 1 – 0   | Belgium (BEL) |  |
| 1972. augusztus 31. | Juan Amat           | (0 – 0) |               |  |

| 1972. szeptember 1. | Spanyolország (ESP)  | 3 – 2   | Franciaország (FRA) |  |
| 1972. szeptember 1. | J. Fábregas 2 Sallés | (3 – 1) | Pitau Pous          |  |

| 1972. szeptember 3. | NSZK (FRG)       | 2 – 1   | Spanyolország (ESP) |  |
| 1972. szeptember 3. | Krause Kaessmann | (0 – 1) | F. Amat             |  |

| 1972. szeptember 4. | Spanyolország (ESP) | 2 – 2   | Uganda (UGA)      |  |
| 1972. szeptember 4. | J. Fábregas Sallés  | (2 – 2) | K. S. Bhogal Lobo |  |

Az 5–8. helyért
| 1972. szeptember 7. | Nagy-Britannia (GBR) | 2 – 0   | Spanyolország (ESP) |  |
| 1972. szeptember 7. | Svehlik 2            | (1 – 0) |                     |  |

A 7. helyért
| 1972. szeptember 9. | Malajzia (MAS) | 1 – 2   | Spanyolország (ESP) |  |
| 1972. szeptember 9. | Shanmuganathan | (0 – 2) | Alustiza F. Amat    |  |

| Csapat              | Helyezés |
| ------------------- | -------- |
| Spanyolország (ESP) | 7.       |

## Íjászat
| Versenyző           | Versenyszám  | 1. forduló | 1. forduló | 2. forduló | 2. forduló | Összesítés | Összesítés |
| Versenyző           | Versenyszám  | Pont       | Hely.      | Pont       | Hely.      | Pont       | Helyezés   |
| ------------------- | ------------ | ---------- | ---------- | ---------- | ---------- | ---------- | ---------- |
| Emilio Ramos        | Férfi egyéni | 1092       | 48.        | 1107       | 49.        | 2199       | 49.        |
| María Teresa Romero | Női egyéni   | 1169       | 13.        | 1178       | 10.        | 2347       | 13.        |

## Kajak-kenu

### Síkvízi
Férfi
| Versenyző                                                     | Versenyszám         | Előfutam | Előfutam | Előfutam | Vigaszág | Vigaszág | Vigaszág | Elődöntő | Elődöntő | Elődöntő | Döntő   | Döntő    |
| Versenyző                                                     | Versenyszám         | Idő      | Hely.    | Össz.    | Idő      | Hely.    | Össz.    | Idő      | Hely.    | Össz.    | Idő     | Helyezés |
| ------------------------------------------------------------- | ------------------- | -------- | -------- | -------- | -------- | -------- | -------- | -------- | -------- | -------- | ------- | -------- |
| Herminio Menéndez José María Esteban                          | Kajak kettes 1000 m | 3:53,92  | 7.       | 16.      | 3:40,54  | 2.       | 3.       | 3:35,46  | 4.       | 9.       | kiesett | kiesett  |
| Herminio Menéndez Álvaro López Javier Sanz José María Esteban | Kajak négyes 1000 m | 3:34,19  | 6.       | 19.      | 3:18,80  | 4.       | 6.       | kiesett  | kiesett  | kiesett  | kiesett | kiesett  |

## Kerékpározás

### Országúti kerékpározás
| Versenyző                                        | Versenyszám     | Idő             | Helyezés |
| ------------------------------------------------ | --------------- | --------------- | -------- |
| Francisco Elorriaga                              | Mezőnyverseny   | 4:15:13 (+0:36) | 16.      |
| Jaime Huélamo                                    | Mezőnyverseny   | kizárták        | kizárták |
| Tomás Nistal                                     | Mezőnyverseny   | 4:17:09 (+2:32) | 54.      |
| José Viejo                                       | Mezőnyverseny   | 4:17:09 (+2:32) | 37.      |
| Jaime Huélamo Carlos Melero José Teña José Viejo | Csapat időfutam | 2:15:37 (+4:20) | 12.      |

### Pálya-kerékpározás
Sprintverseny
| Versenyző    | Versenyszám  | 1. forduló                                    | 1. forduló | Vigaszág                                                       | Vigaszág | 2. forduló             | 2. forduló | Vigaszág             | Vigaszág | Nyolcaddöntő           | Nyolcaddöntő | Vigaszág selejtező     | Vigaszág selejtező | Vigaszág döntő       | Vigaszág döntő | Negyeddöntő          | Elődöntő             | Döntő                | Helyezés    |
| Versenyző    | Versenyszám  | Ellenfelek Győztes idő                        | Hely.      | Ellenfelek Győztes idő                                         | Hely.    | Ellenfelek Győztes idő | Hely.      | Ellenfél Győztes idő | Hely.    | Ellenfelek Győztes idő | Hely.        | Ellenfelek Győztes idő | Hely.              | Ellenfél Győztes idő | Hely.          | Ellenfél Győztes idő | Ellenfél Győztes idő | Ellenfél Győztes idő | Helyezés    |
| ------------ | ------------ | --------------------------------------------- | ---------- | -------------------------------------------------------------- | -------- | ---------------------- | ---------- | -------------------- | -------- | ---------------------- | ------------ | ---------------------- | ------------------ | -------------------- | -------------- | -------------------- | -------------------- | -------------------- | ----------- |
| Félix Suárez | Férfi egyéni | Ezio Cardi (ITA) · Daud Ibrahim (MAS) · 11,92 | 2.         | Csó Josikazu (JPN) · Hszü Ming-fa (Shue Ming-Fa) (ROC) · 11,17 | 2.       | kiesett                | kiesett    | kiesett              | kiesett  | kiesett                | kiesett      | kiesett                | kiesett            | kiesett              | kiesett        | kiesett              | kiesett              | kiesett              | helyezetlen |

Üldözőversenyek
| Versenyző      | Versenyszám  | Selejtező | Selejtező | Negyeddöntő  | Negyeddöntő | Negyeddöntő | Elődöntő     | Elődöntő  | Elődöntő | Döntő        | Döntő     | Helyezés |
| Versenyző      | Versenyszám  | Idő       | Hely.     | Ellenfél Idő | Saját idő   | Hely.       | Ellenfél Idő | Saját idő | Hely.    | Ellenfél Idő | Saját idő | Helyezés |
| -------------- | ------------ | --------- | --------- | ------------ | ----------- | ----------- | ------------ | --------- | -------- | ------------ | --------- | -------- |
| Miguel Espinós | Férfi egyéni | 5:03,26   | 17.       | kiesett      | kiesett     | kiesett     | kiesett      | kiesett   | kiesett  | kiesett      | kiesett   | 17.      |

## Kézilabda
| Spanyol férfi kézilabdacsapat-játékoskeret | Spanyol férfi kézilabdacsapat-játékoskeret                                                                               |
| --- | --- |
| - Antonio Andreu - Fernando de Andrés - Miguel Ángel Cascallana - Javier García - Jesús Guerrero - Juan Miguel Igartua - Santos Labaca - Francisco López | - Juan Antonio Medina - Juan Morera - Vicente Ortega - José Perramón - José Rochel - José Manuel Taure - José Villamarín |

### Eredmények
Csoportkör
C csoport
| Csapat              | M | Gy | D | V | G+ | G– | Gk | P |
| ------------------- | - | -- | - | - | -- | -- | -- | - |
| Románia (ROU)       | 3 | 3  | 0 | 0 | 46 | 37 | +9 | 6 |
| NSZK (FRG)          | 3 | 1  | 1 | 1 | 39 | 38 | +1 | 3 |
| Norvégia (NOR)      | 3 | 1  | 1 | 1 | 48 | 50 | –2 | 3 |
| Spanyolország (ESP) | 3 | 0  | 0 | 3 | 39 | 47 | –8 | 0 |

| 1972. augusztus 30. | NSZK (FRG)       | 13 – 10 | Spanyolország (ESP) |  |
| 1972. augusztus 30. | Lange, Lübking 3 | (7–5)   | Andrés 4            |  |
| 1972. augusztus 30. |                  |         |                     |  |

| 1972. szeptember 1. | Románia (ROU)    | 15 – 12 | Spanyolország (ESP) |  |
| 1972. szeptember 1. | Gruia, Tudosie 3 | (6–4)   | Andrés 5            |  |
| 1972. szeptember 1. |                  |         |                     |  |

| 1972. szeptember 3. | Norvégia (NOR) | 19 – 17 | Spanyolország (ESP) |  |
| 1972. szeptember 3. | Reinertsen 5   | (10–4)  | Taure 6             |  |
| 1972. szeptember 3. |                |         |                     |  |

A 13–16. helyért
| 1972. szeptember 7. | Spanyolország (ESP) | 20 – 22 | Egyesült Államok (USA) |  |
| 1972. szeptember 7. | Morera 7            | (11–8)  | Abrahamson 7           |  |
| 1972. szeptember 7. |                     |         |                        |  |

A 15. helyért
| 1972. szeptember 9. | Tunézia (TUN) | 20 – 23 | Spanyolország (ESP) |  |
| 1972. szeptember 9. | Sebabti 9     | (10–11) | Rochel 9            |  |
| 1972. szeptember 9. |               |         |                     |  |

| Csapat              | Helyezés |
| ------------------- | -------- |
| Spanyolország (ESP) | 15.      |

## Kosárlabda
| Spanyol férfi kosárlabdacsapat-játékoskeret                                                                      | Spanyol férfi kosárlabdacsapat-játékoskeret                                                          |
| --- | --- |
| - Wayne Brabender - Francisco Buscató - Carmelo Cabrera - Juan Antonio Corbalán - Miguel Estrada - Jesús Iradier | - Cliff Luyk - Enrique Margall - Vicente Ramos - Rafael Rullán - Gonzalo Sagi-Vela - Luis Santillana |

### Eredmények
Csoportkör
A csoport
| Csapat                 | M | Gy | V | P+  | P–  | Pk   |
| ---------------------- | - | -- | - | --- | --- | ---- |
| Egyesült Államok (USA) | 7 | 7  | 0 | 542 | 312 | +230 |
| Kuba (CUB)             | 7 | 6  | 1 | 560 | 445 | +115 |
| Brazília (BRA)         | 7 | 4  | 3 | 561 | 490 | +71  |
| Csehszlovákia (TCH)    | 7 | 4  | 3 | 493 | 489 | +4   |
| Spanyolország (ESP)    | 7 | 3  | 4 | 486 | 500 | –14  |
| Ausztrália (AUS)       | 7 | 3  | 4 | 523 | 524 | –1   |
| Japán (JPN)            | 7 | 1  | 6 | 442 | 643 | –201 |
| Egyiptom (EGY)         | 7 | 0  | 7 | 440 | 644 | –204 |

| 1972. augusztus 27. 14:30 | Spanyolország (ESP) | 79 – 74 | Ausztrália (AUS) |  |
| 1972. augusztus 27. 14:30 | (36–41)             |         |                  |  |

| 1972. augusztus 28. 14:30 | Kuba (CUB) | 74 – 53 | Spanyolország (ESP) |  |
| 1972. augusztus 28. 14:30 | (36–24)    |         |                     |  |

| 1972. augusztus 29. 9:00 | Brazília (BRA) | 72 – 69 | Spanyolország (ESP) |  |
| 1972. augusztus 29. 9:00 | (43–38)        |         |                     |  |

| 1972. augusztus 30. 9:00 | Egyiptom (EGY) | 58 – 72 | Spanyolország (ESP) |  |
| 1972. augusztus 30. 9:00 | (26–33)        |         |                     |  |

| 1972. szeptember 1. 18:30 | Japán (JPN) | 76 – 87 | Spanyolország (ESP) |  |
| 1972. szeptember 1. 18:30 | (47–45)     |         |                     |  |

| 1972. szeptember 2. 18:30 | Spanyolország (ESP) | 56 – 72 | Egyesült Államok (USA) |  |
| 1972. szeptember 2. 18:30 | (30–31)             |         |                        |  |

| 1972. szeptember 3. 9:00 | Spanyolország (ESP) | 70 – 74 | Csehszlovákia (TCH) |  |
| 1972. szeptember 3. 9:00 | (39–44)             |         |                     |  |

A 9–12. helyért
| 1972. szeptember 6. 20:00 | Spanyolország (ESP) | 76 – 87 | Lengyelország (POL) |  |
| 1972. szeptember 6. 20:00 | (33–38)             |         |                     |  |

A 11. helyért
| 1972. szeptember 8. 20:00 | NSZK (FRG)     | 83 – 84 (h. u.) | Spanyolország (ESP) |  |
| 1972. szeptember 8. 20:00 | (40–38, 75–75) |                 |                     |  |

| Csapat              | Helyezés |
| ------------------- | -------- |
| Spanyolország (ESP) | 11.      |

## Lovaglás
Díjugratás
| Versenyző                                                    | Ló                                      | Versenyszám | 1. forduló | 1. forduló | 2. forduló | 2. forduló | Összesen | Összesen |
| Versenyző                                                    | Ló                                      | Versenyszám | Pont       | Hely.      | Pont       | Hely.      | Pont     | Helyezés |
| ------------------------------------------------------------ | --------------------------------------- | ----------- | ---------- | ---------- | ---------- | ---------- | -------- | -------- |
| Luis Álvarez                                                 | Appell                                  | Egyéni      | 24,00      | 43.        | kiesett    | kiesett    | 24,00    | 43.      |
| Enrique Martínez                                             | Val de Loire                            | Egyéni      | 8,00       | 13.        | 12,00      | 8.         | 20,00    | 10.**    |
| Alfonso Segovia                                              | Tic Tac                                 | Egyéni      | 4,00       | 4.         | 12,00      | 8.         | 16,00    | 8.*      |
| Luis Álvarez Duke de Aveyro Enrique Martínez Alfonso Segovia | Acorne Sunday Beau Val de Loire Tic Tac | Csapat      | 23,00      | 3.         | 43,00      | 7.         | 66,00    | 7.       |

* - egy másik versenyzővel azonos eredményt ért el

** - két másik versenyzővel azonos eredményt ért el

## Műugrás
Férfi
| Versenyző  | Versenyszám        | Selejtező | Selejtező | Döntő   | Döntő    |
| Versenyző  | Versenyszám        | Pont      | Helyezés  | Pont    | Helyezés |
| ---------- | ------------------ | --------- | --------- | ------- | -------- |
| Jorge Head | Egyéni toronyugrás | 243,27    | 34.       | kiesett | kiesett  |

Női
| Versenyző          | Versenyszám        | Selejtező | Selejtező | Döntő   | Döntő    |
| Versenyző          | Versenyszám        | Pont      | Helyezés  | Pont    | Helyezés |
| ------------------ | ------------------ | --------- | --------- | ------- | -------- |
| Carmen Belén Núñez | Egyéni toronyugrás | 157,95    | 25.       | kiesett | kiesett  |

## Ökölvívás
| Versenyző                | Versenyszám | Selejtező              | 32-es főtábla                    | Nyolcaddöntő                            | Negyeddöntő                     | Elődöntő                         | Döntő             | Helyezés |
| Versenyző                | Versenyszám | Ellenfél Eredmény      | Ellenfél Eredmény                | Ellenfél Eredmény                       | Ellenfél Eredmény               | Ellenfél Eredmény                | Ellenfél Eredmény | Helyezés |
| ------------------------ | ----------- | ---------------------- | -------------------------------- | --------------------------------------- | ------------------------------- | -------------------------------- | ----------------- | -------- |
| Enrique Rodríguez        | Papírsúly   |                        | Alexandru Turei (ROU) · 3-2      | Davey Armstrong (USA) · 5-0             | Rafael Carbonell (CUB) · 4-1    | Kim Ugil (Kim U-gil) (PRK) · 2-3 | kiesett           |          |
| Antonio García           | Légsúly     | erőnyerő               | Nyamdashiin Batsüren (MGL) · 1-4 | kiesett                                 | kiesett                         | kiesett                          | kiesett           | 17.      |
| Juan Francisco Rodríguez | Harmatsúly  | Luis Ávila (PAN) · 5-0 | Aldo Cosentino (FRA) · 4-1       | Ko Szenggun (Go Saeng-Geun) (KOR) · 5-0 | Alfonso Zamora (MEX) · KO       | kiesett                          | kiesett           | 5.       |
| Antonio Rubio            | Pehelysúly  | erőnyerő               | Jungle Thangata (MAW) · RSC      | Habibu Kinyogoli (TAN) · 5-0            | Clemente Rojas (COL) · kizárták | kiesett                          | kiesett           | 5.       |
| Alfonso Fernández        | Váltósúly   | erőnyerő               | Hakkı Sözen (TUR) · 4-1          | Maurice Hope (GBR) · visszalépett       | kiesett                         | kiesett                          | kiesett           | 9.       |

## Sportlövészet
Nyílt
| Versenyző        | Versenyszám          | Pont | Helyezés |
| ---------------- | -------------------- | ---- | -------- |
| Damián Cerdá     | Gyorstüzelő pisztoly | 586  | 15.      |
| Jaime González   | Gyorstüzelő pisztoly | 592  | 5.       |
| Severino Requejo | Szabadpisztoly       | 536  | 41.      |
| Luis del Cerro   | Sportpuska, fekvő    | 590  | 49.      |
| José Luis Calvo  | Sportpuska, fekvő    | 587  | 64.      |
| Ricardo Sancho   | Trap                 | 191  | 9.       |
| Eladio Vallduvi  | Trap                 | 191  | 10.      |
| Juan Ávalos      | Skeet                | 182  | 45.      |
| Miguel Marina    | Skeet                | 192  | 11.      |

## Súlyemelés
| Versenyző        | Versenyszám | Nyomás   | Nyomás   | Szakítás | Szakítás | Lökés    | Lökés    | Összesen | Helyezés |
| Versenyző        | Versenyszám | Eredmény | Helyezés | Eredmény | Helyezés | Eredmény | Helyezés | Összesen | Helyezés |
| ---------------- | ----------- | -------- | -------- | -------- | -------- | -------- | -------- | -------- | -------- |
| Francisco Mateos | 67,5 kg     | 132,5    | 12.      | 117,5    | 12.      | 147,5    | 13.      | 397,5    | 14.      |

## Torna
Férfi
| Versenyző        | Versenyszám      | Selejtező | Selejtező | Döntő    | Döntő    |
| Versenyző        | Versenyszám      | Pontszám  | Helyezés  | Pontszám | Helyezés |
| ---------------- | ---------------- | --------- | --------- | -------- | -------- |
| José Ginés       | Talaj            | 18,00     | 36.       | kiesett  | kiesett  |
| José Ginés       | Ugrás            | 17,70     | 83.       | kiesett  | kiesett  |
| José Ginés       | Korlát           | 17,60     | 75.       | kiesett  | kiesett  |
| José Ginés       | Nyújtó           | 15,80     | 98.       | kiesett  | kiesett  |
| José Ginés       | Gyűrű            | 15,85     | 106.      | kiesett  | kiesett  |
| José Ginés       | Lólengés         | 14,40     | 103.      | kiesett  | kiesett  |
| José Ginés       | Egyéni összetett | 99,35     | 96.       | kiesett  | kiesett  |
| Agustín Sandoval | Talaj            | 16,90     | 87.       | kiesett  | kiesett  |
| Agustín Sandoval | Ugrás            | 17,30     | 100.      | kiesett  | kiesett  |
| Agustín Sandoval | Korlát           | 17,20     | 88.       | kiesett  | kiesett  |
| Agustín Sandoval | Nyújtó           | 17,20     | 75.       | kiesett  | kiesett  |
| Agustín Sandoval | Gyűrű            | 16,25     | 98.       | kiesett  | kiesett  |
| Agustín Sandoval | Lólengés         | 16,00     | 86.       | kiesett  | kiesett  |
| Agustín Sandoval | Egyéni összetett | 100,85    | 91.       | kiesett  | kiesett  |
| Cecilio Ugarte   | Talaj            | 17,15     | 74.       | kiesett  | kiesett  |
| Cecilio Ugarte   | Ugrás            | 18,00     | 54.       | kiesett  | kiesett  |
| Cecilio Ugarte   | Korlát           | 17,45     | 81.       | kiesett  | kiesett  |
| Cecilio Ugarte   | Nyújtó           | 15,75     | 99.       | kiesett  | kiesett  |
| Cecilio Ugarte   | Gyűrű            | 17,50     | 58.       | kiesett  | kiesett  |
| Cecilio Ugarte   | Lólengés         | 15,30     | 94.       | kiesett  | kiesett  |
| Cecilio Ugarte   | Egyéni összetett | 101,15    | 89.       | kiesett  | kiesett  |

Női
| Versenyző      | Versenyszám      | Selejtező | Selejtező | Döntő    | Döntő    |
| Versenyző      | Versenyszám      | Pontszám  | Helyezés  | Pontszám | Helyezés |
| -------------- | ---------------- | --------- | --------- | -------- | -------- |
| Pepita Sánchez | Talaj            | 17,25     | 90.       | kiesett  | kiesett  |
| Pepita Sánchez | Ugrás            | 16,45     | 114.      | kiesett  | kiesett  |
| Pepita Sánchez | Felemás korlát   | 16,95     | 87.       | kiesett  | kiesett  |
| Pepita Sánchez | Gerenda          | 14,65     | 118.      | kiesett  | kiesett  |
| Pepita Sánchez | Egyéni összetett | 65,30     | 112.*     | kiesett  | kiesett  |

* - egy másik versenyzővel azonos eredményt ért el

## Úszás
Férfi
| Versenyző                                                  | Versenyszám            | Előfutam | Előfutam | Előfutam | Elődöntő | Elődöntő | Elődöntő | Döntő   | Döntő    |
| Versenyző                                                  | Versenyszám            | Idő      | Hely.    | Össz.    | Idő      | Hely.    | Össz.    | Idő     | Helyezés |
| ---------------------------------------------------------- | ---------------------- | -------- | -------- | -------- | -------- | -------- | -------- | ------- | -------- |
| Jorge Comas                                                | 100 m gyors            | 53,70    | 2.       | 9.       | 53,92    | 7.       | 13.      | kiesett | kiesett  |
| Antonio Corell                                             | 400 m gyors            | 4:17,81  | 5.       | 25.      |          |          |          | kiesett | kiesett  |
| Pedro Balcells                                             | 100 m mell             | 1:09,37  | 5.       | 23.      | kiesett  | kiesett  | kiesett  | kiesett | kiesett  |
| Pedro Balcells                                             | 200 m mell             | 2:29,29  | 3.       | 14.      |          |          |          | kiesett | kiesett  |
| Arturo Lang-Lenton                                         | 100 m pillangó         | 59,22    | 5.       | 21.      | kiesett  | kiesett  | kiesett  | kiesett | kiesett  |
| Jorge Comas Antonio Culebras Enrique Melo José Pujol       | 4 × 100 m gyorsváltó   | 3:38,77  | 4.       | 8.       |          |          |          | 3:38,21 | 8.       |
| Enrique Melo Pedro Balcells Arturo Lang-Lenton Jorge Comas | 4 × 100 m vegyes váltó | 4:03,73  | 5.       | 12.      |          |          |          | kiesett | kiesett  |

Női
| Versenyző       | Versenyszám    | Előfutam | Előfutam | Előfutam | Elődöntő | Elődöntő | Elődöntő | Döntő   | Döntő    |
| Versenyző       | Versenyszám    | Idő      | Hely.    | Össz.    | Idő      | Hely.    | Össz.    | Idő     | Helyezés |
| --------------- | -------------- | -------- | -------- | -------- | -------- | -------- | -------- | ------- | -------- |
| Nieves Panadell | 200 m mell     | 2:51,50  | 6.       | 25.      |          |          |          | kiesett | kiesett  |
| Aurora Chamorro | 100 m pillangó | 1:08,39  | 5.       | 20.      | kiesett  | kiesett  | kiesett  | kiesett | kiesett  |

## Vitorlázás
Nyílt
| Versenyző                                      | Versenyszám | Futam | Futam  | Futam | Futam  | Futam | Futam  | Futam | Pontszám | Helyezés |
| Versenyző                                      | Versenyszám | 1     | 2      | 3     | 4      | 5     | 6      | 7     | Pontszám | Helyezés |
| ---------------------------------------------- | ----------- | ----- | ------ | ----- | ------ | ----- | ------ | ----- | -------- | -------- |
| Gerardo Seeliger                               | Finn dingi  | 36,0  | 33,0   | 39,0  | 15,0   | 37,0  | (41,0) | 19,0  | 179,0    | 28.      |
| Duke Fernández Félix Gancedo I. János Károly   | Sárkányhajó | 17,0  | 17,0   | 8,0   | (26,0) | 26,0  | 17,0   |       | 85,0     | 15.      |
| Ramón Balcells Juan Llort Ramón Balcells Rodón | Soling      | 15,0  | (29,0) | 3,0   | 16,0   | 18,0  | 24,0   |       | 76,0     | 9.       |

## Vízilabda
| Spanyol férfi vízilabdacsapat-játékoskeret                                                    | Spanyol férfi vízilabdacsapat-játékoskeret                                     |
| --------------------------------------------------------------------------------------------- | ------------------------------------------------------------------------------ |
| - Luis Bestit - Alfonso Cánovas - Salvador Franch - Enrique Guardia - Juan Jané - José Padrós | - Poncio Puigdevall - Juan Rubio - Juan Sans - Gabriel Soler - Gaspart Ventura |

### Eredmények
Csoportkör
C csoport
| Csapat              | M | Gy | D | V | G+ | G– | Gk  | P |
| ------------------- | - | -- | - | - | -- | -- | --- | - |
| Szovjetunió (URS)   | 4 | 4  | 0 | 0 | 30 | 9  | +21 | 8 |
| Olaszország (ITA)   | 4 | 3  | 0 | 1 | 27 | 16 | +11 | 6 |
| Spanyolország (ESP) | 4 | 2  | 0 | 2 | 19 | 22 | –3  | 4 |
| Bulgária (BUL)      | 4 | 1  | 0 | 3 | 18 | 25 | –7  | 2 |
| Japán (JPN)         | 4 | 0  | 0 | 4 | 14 | 36 | –22 | 0 |

| 1972. augusztus 27. 10:00 | Spanyolország (ESP)  | 6 – 4 | Japán (JPN) |  |
| 1972. augusztus 27. 10:00 | (2–1, 1–2, 1–1, 2–0) |       |             |  |
| 1972. augusztus 27. 10:00 | Jané 4               |       | Nakano 2    |  |

| 1972. augusztus 29. 19:00 | Olaszország (ITA)    | 6 – 2 | Spanyolország (ESP) |  |
| 1972. augusztus 29. 19:00 | (1–0, 0–1, 2–1, 3–0) |       |                     |  |
| 1972. augusztus 29. 19:00 | Ghibellini, Pizzo 2  |       | Sans, Jané 1        |  |

| 1972. augusztus 30. 14:00 | Spanyolország (ESP)  | 5 – 8 | Szovjetunió (URS) |  |
| 1972. augusztus 30. 14:00 | (0–1, 1–2, 2–2, 2–3) |       |                   |  |
| 1972. augusztus 30. 14:00 | Jané 3               |       | három játékos 2   |  |

| 1972. augusztus 31. 19:00 | Spanyolország (ESP)  | 6 – 4 | Bulgária (BUL) |  |
| 1972. augusztus 31. 19:00 | (0–0, 2–1, 2–1, 2–2) |       |                |  |
| 1972. augusztus 31. 19:00 | Puigdevall 2         |       | T. Tomov 2     |  |

7–12. helyért
| 1972. szeptember 1. 10:00 | Románia (ROU)        | 7 – 4 | Spanyolország (ESP) |  |
| 1972. szeptember 1. 10:00 | (1–2, 2–0, 0–0, 4–2) |       |                     |  |
| 1972. szeptember 1. 10:00 | négy játékos 1       |       | három játékos 2     |  |

| 1972. szeptember 2. 11:00 | Ausztrália (AUS)     | 4 – 8 | Spanyolország (ESP) |  |
| 1972. szeptember 2. 11:00 | (0–1, 2–1, 1–3, 1–3) |       |                     |  |
| 1972. szeptember 2. 11:00 | Nunn 3               |       | Jané, Sans 2        |  |

| 1972. szeptember 3. 14:00 | Kuba (CUB)           | 4 – 3 | Spanyolország (ESP) |  |
| 1972. szeptember 3. 14:00 | (2–1, 1–2, 0–0, 1–0) |       |                     |  |
| 1972. szeptember 3. 14:00 | Cowley 2             |       | Jané 2              |  |

| 1972. szeptember 4. 12:00 | Hollandia (NED)      | 7 – 5 | Spanyolország (ESP) |  |
| 1972. szeptember 4. 12:00 | (0–1, 3–0, 2–2, 2–2) |       |                     |  |
| 1972. szeptember 4. 12:00 | Bras 5               |       | Jané 2              |  |

A táblázat tartalmazza a C csoportban lejátszott Spanyolország – Bulgária 6–4-es eredményt.
| Csapat              | M | Gy | D | V | G+ | G– | Gk | P |
| ------------------- | - | -- | - | - | -- | -- | -- | - |
| Hollandia (NED)     | 5 | 4  | 1 | 0 | 29 | 20 | +9 | 9 |
| Románia (ROU)       | 5 | 3  | 1 | 1 | 24 | 19 | +5 | 7 |
| Kuba (CUB)          | 5 | 3  | 1 | 1 | 24 | 23 | +1 | 7 |
| Spanyolország (ESP) | 5 | 2  | 0 | 3 | 26 | 26 | 0  | 4 |
| Bulgária (BUL)      | 5 | 0  | 2 | 3 | 17 | 23 | –6 | 2 |
| Ausztrália (AUS)    | 5 | 0  | 1 | 4 | 18 | 27 | –9 | 1 |

| Csapat              | Helyezés |
| ------------------- | -------- |
| Spanyolország (ESP) | 10.      |